# Hankkijahuset

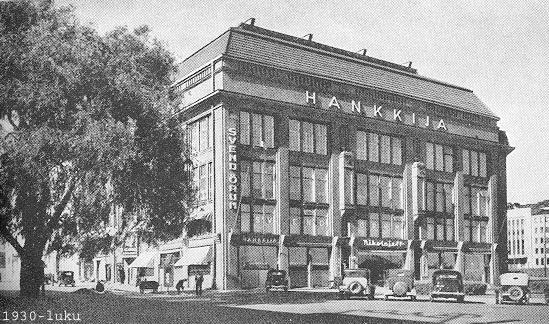
Hankkijahuset, 1930

Hankkijahuset, tidigare Bilpalatset, också Alko-huset eller Nikolajeffhuset, är en kontorsbyggnad vid Paasikiviplatsen vid Mannerheimvägen i Kampen i Helsingfors, mellan Salomonsgatan och Arkadiagatan. Det uppfördes av bilhandlaren Sergei Nikolajeff (1878–1920).
Sergei Nikolajeff förvärvade tomten vid dåvarande Henriksgatan, där tidigare Arkadiateatern hade legat fram till 1908. Där uppfördes ett  fyravåningars bilpalats i rött tegel med en hög vindsvåning, som blev klart 1913. Det ritades av arkitekten Jarl Eklund. Bilpalatset byggdes av Kreuger & Toll och var först i Finland med att använda betongbalkar. 
På bottenvåningen i Bilpalatset fanns garage, lager och reparationsverkstad. På gatunivå fanns kontor och representationskontor. En ramp ledde till andra våningen, varifrån bilar flyttades till andra våningar med en bilhiss. På tredje våningen fanns en utställningshall med plats för upp till hundra bilar och på fjärde våningen fanns verkstadslokaler. På vinden i huset fanns två tennishallar, klubb- och omklädningsrum. Där fanns också en amerikansk bowlinghall, som var öppen för allmänheten. 
Efter första världskrigets utbrott i augusti 1914 ströps importen av bilar och av bensin. Bilpalatset användes som ammunitionsfabrik för leveranser till ryska armén. 
Bilpalatset såldes 1918 till jordbrukskooperativa Hankkija och blev dess huvudkontor. Bilförsäljningen fortsatte från en lokal vid Salomonsgatan fram till 1978. År 1973 övertogs byggnaden av Alko. 

## Bildgalleri

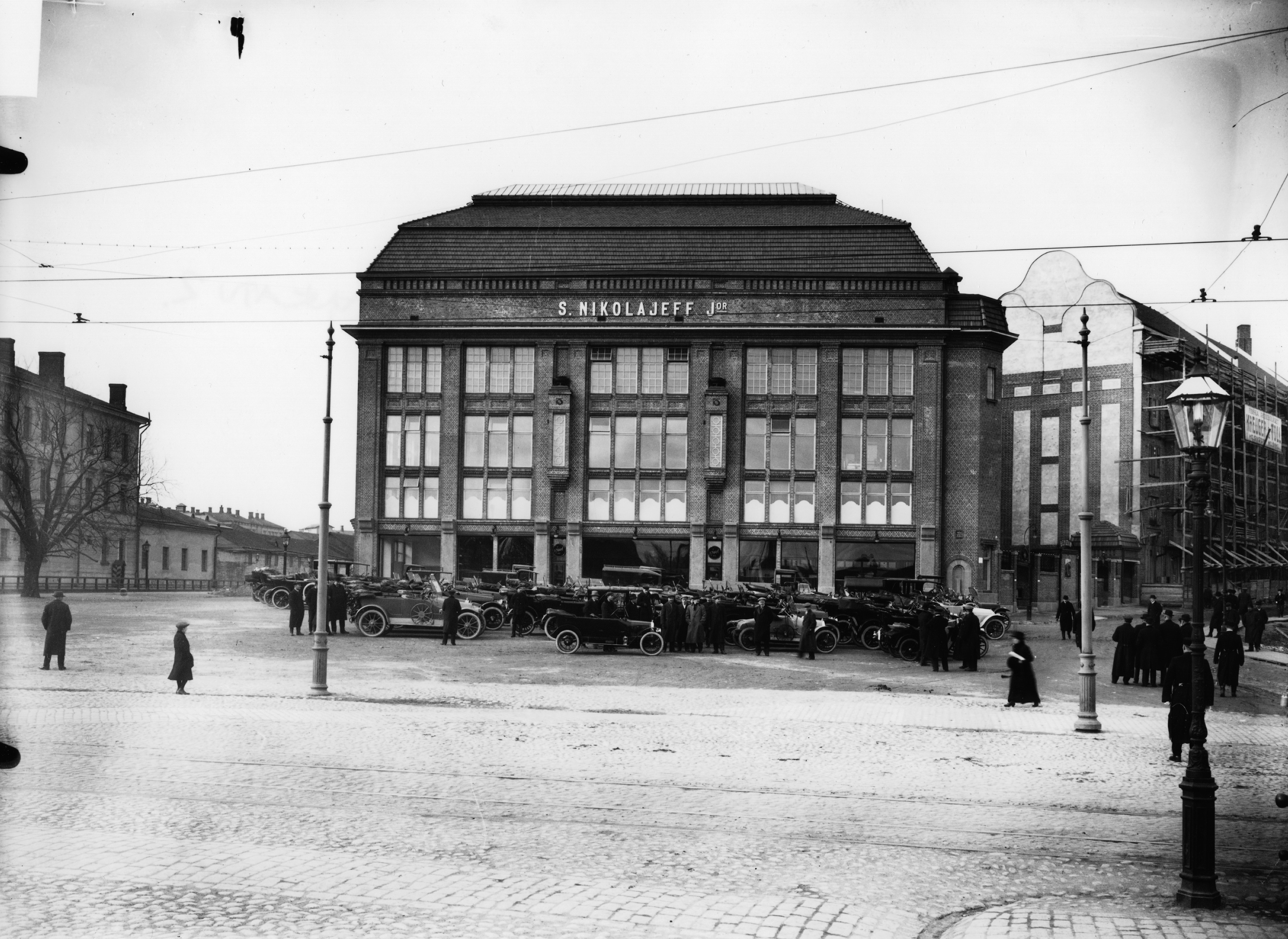
Arkadiaplatsen med Bilpalatset 1914
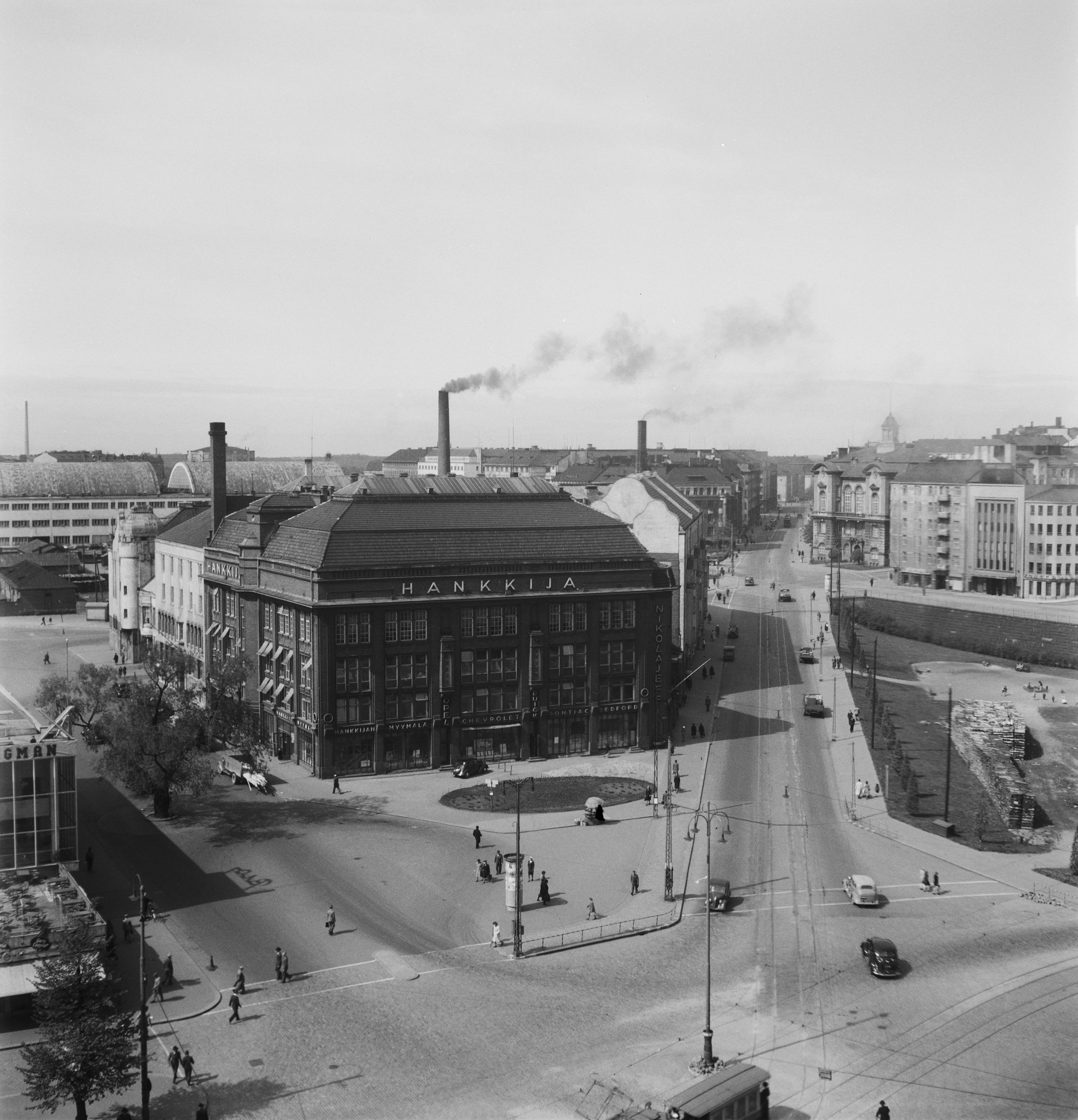
Hankkijahuset med Salomonsgatan och Arkadiagatan, 1947
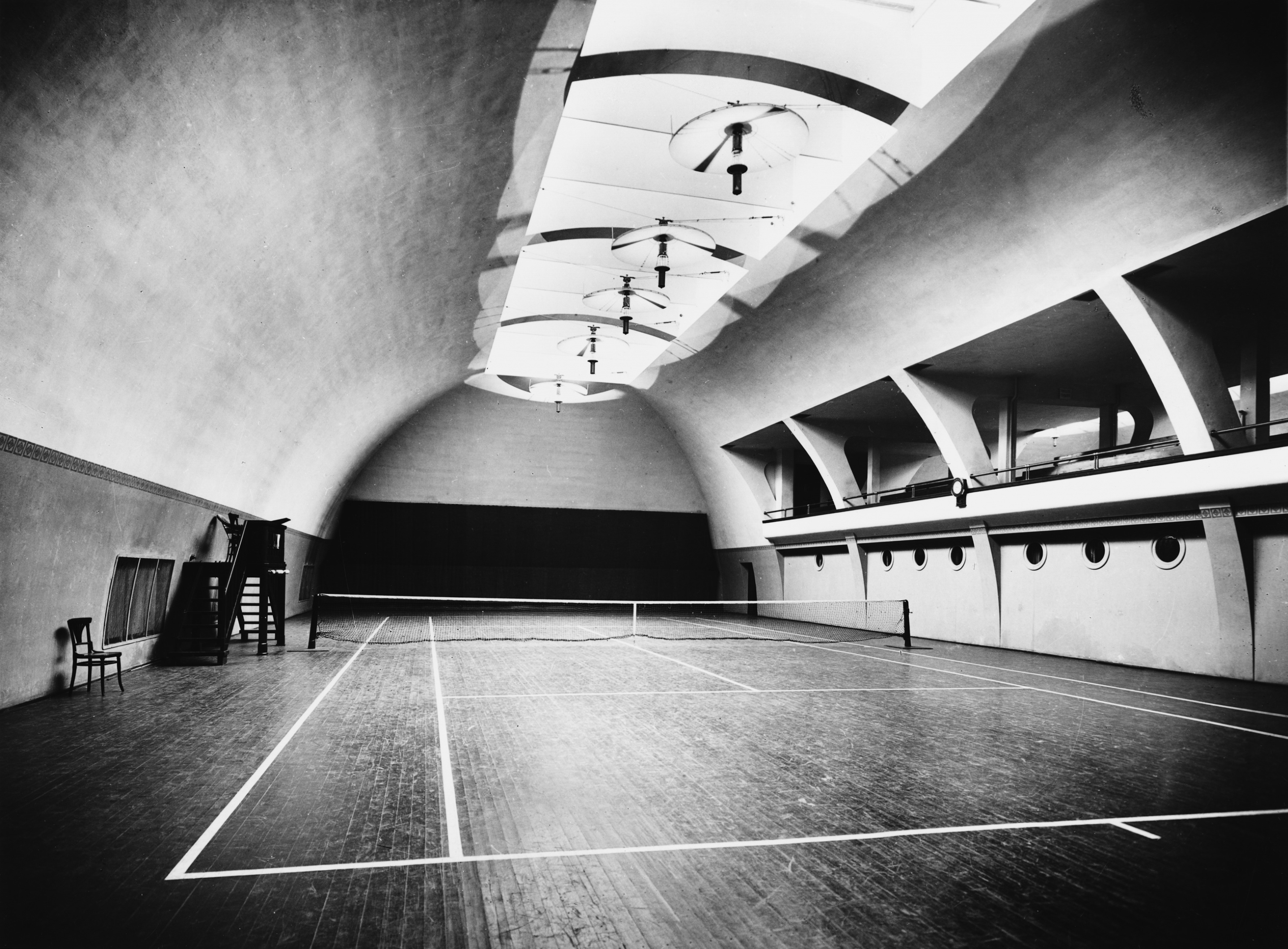
En av de två tennisbanorna i vindsvåningen, 1914
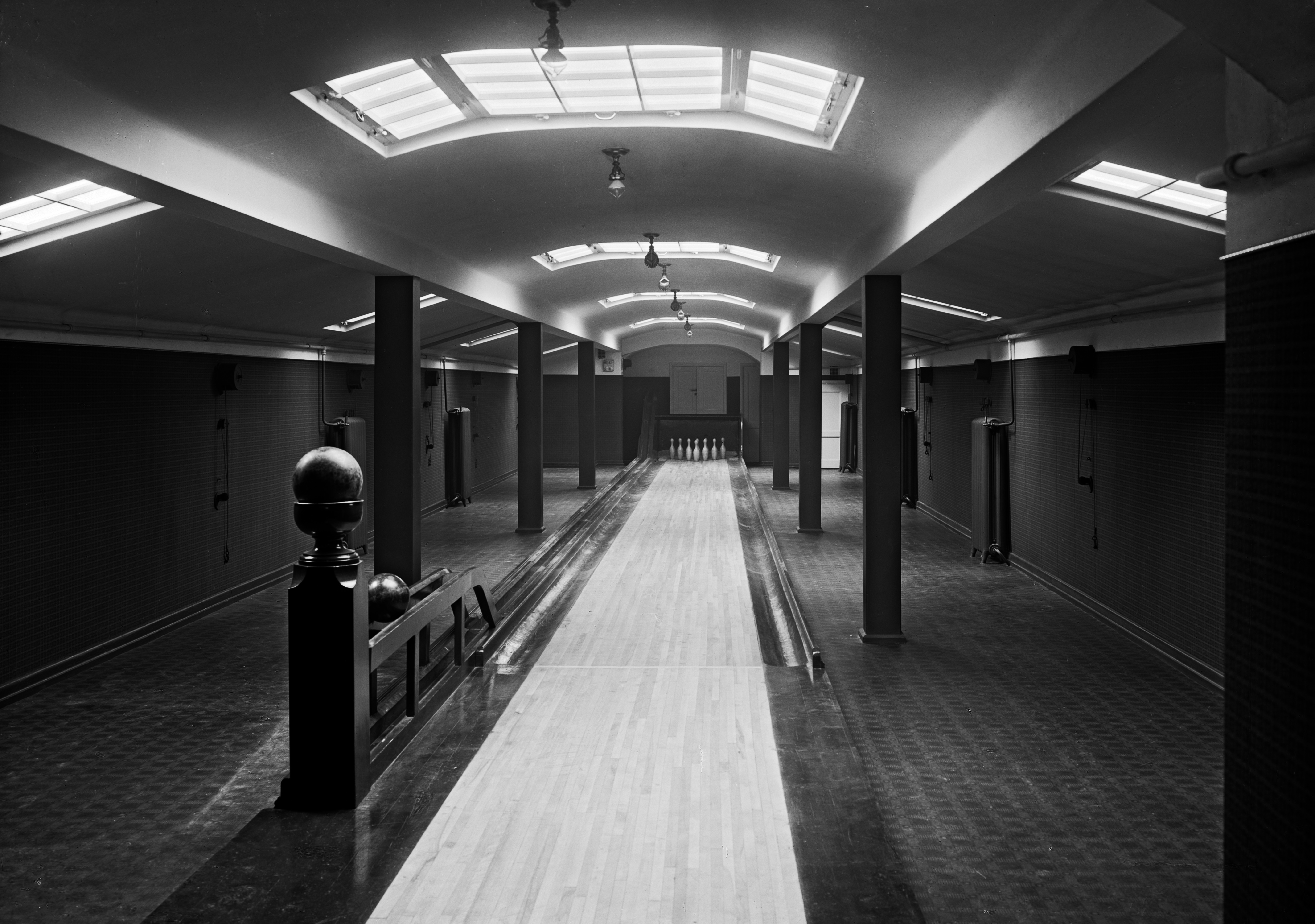
Bowlingbanan, 1914
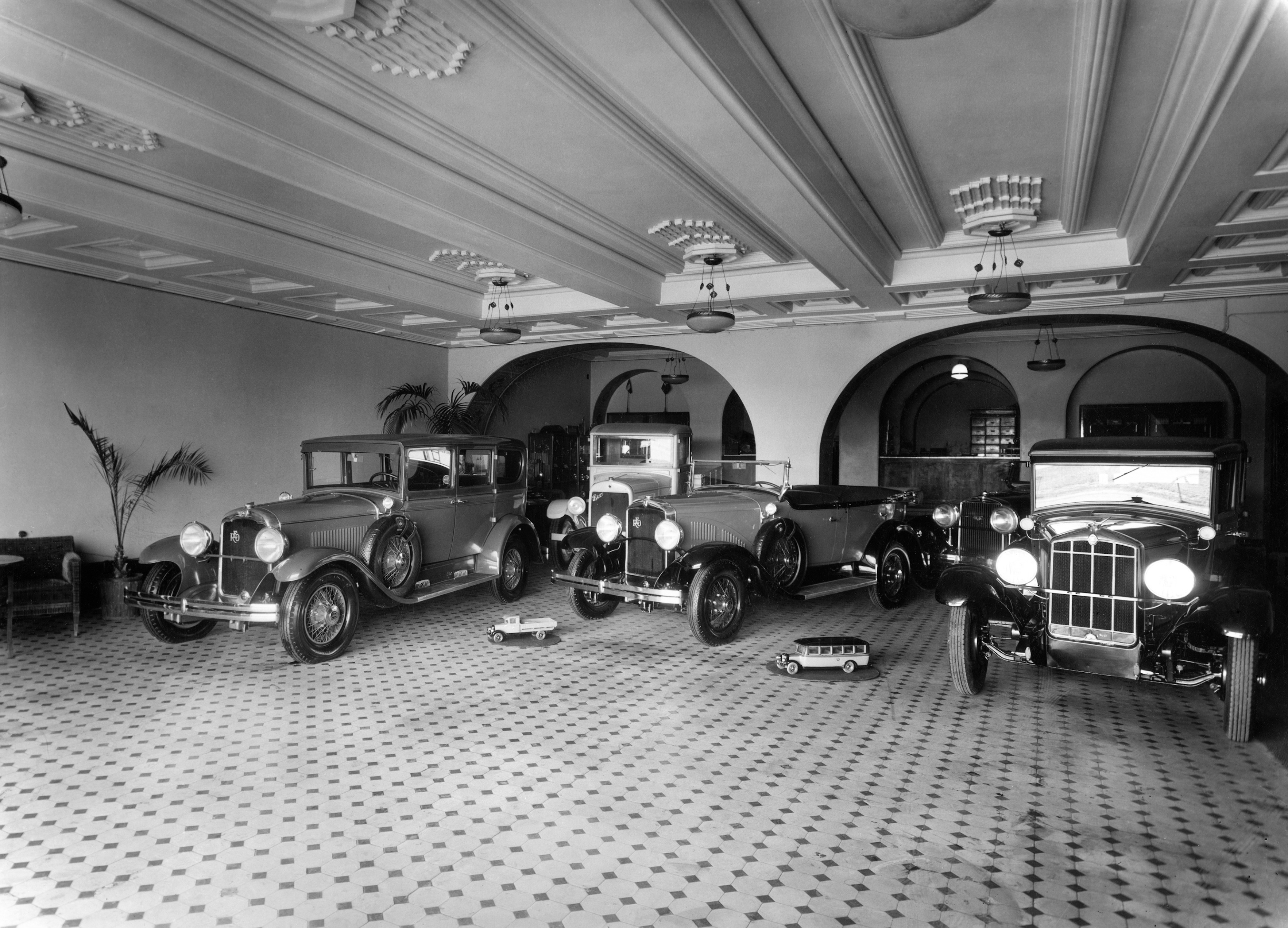
Bilutställning, 1930